# 氏家薬品
氏家薬品株式会社（うじけやくひん）は、香川県にあった医薬品総合卸企業。現在は「中澤氏家薬業株式会社」である。

## 概要
- 資本金 4,500万円
- 本社所在地：香川県丸亀市蓬萊町55-5
- 代表者： 代表取締役社長 氏家豊展

## 沿史
- 江戸時代　薬種商として氏家善兵衛が屋号「たつや」を創業
- 昭和21年8月　「合資会社氏家薬品」と商号変更
- 昭和25年12月「氏家薬品株式会社」と商号変更
- 平成 7年 高知県の「中澤薬業（株）」と合併し「中澤氏家薬業（株）」と商号変更

## 事業所
- 香川県:高松市・丸亀市・土庄町

## 主要取引メーカー
- 武田薬品工業
- 日本新薬
- 明治製菓
- 鳥居薬品
- 山之内製薬
- 中外製薬
- 大塚製薬
- バイエル